# Olaf Magnusson al Norvegiei
Olaf Magnusson (n. 1099 – d. 22 decembrie 1115, Trondheim, Norvegia) a fost regele Norvegiei din 1103 până în 1115. A fost fiul regelui Magnus Barefoot și a lui Sigrid, fiica lui Saxe de Vik.
Olaf a devenit rege împreună cu frații săi vitregi, Sigurd Jorsalfar și Øystein Magnusson, atunci când tatăl lor, Magnus Barefoot a murit în 1103. El a fost regele Norvegiei timp de 12 ani, dar spre deosebire de frații săi nu a lăsat o impresie de durată asupra națiunii. Din moment ce el era încă foarte tânăr, frații lui mai mari au acționat ca regenți pentru partea sa de regat. În 1107, regele Sigurd a condus o cruciadă norvegiană în sprijinul Regatului cruciart nou înființat la Ierusalim și s-a întors în Norvegia în 1111. În această perioadă, regele Øystein a servit ca regent pentru fratele său, folosind energia și voința sa de a crea o țară puternică și stabilă.
În 1115, Olaf s-a îmbolnăvit și a murit când avea doar 17 ani. El a fost urmat de frații săi care au guvernat împreună. 